# Somalia franceză

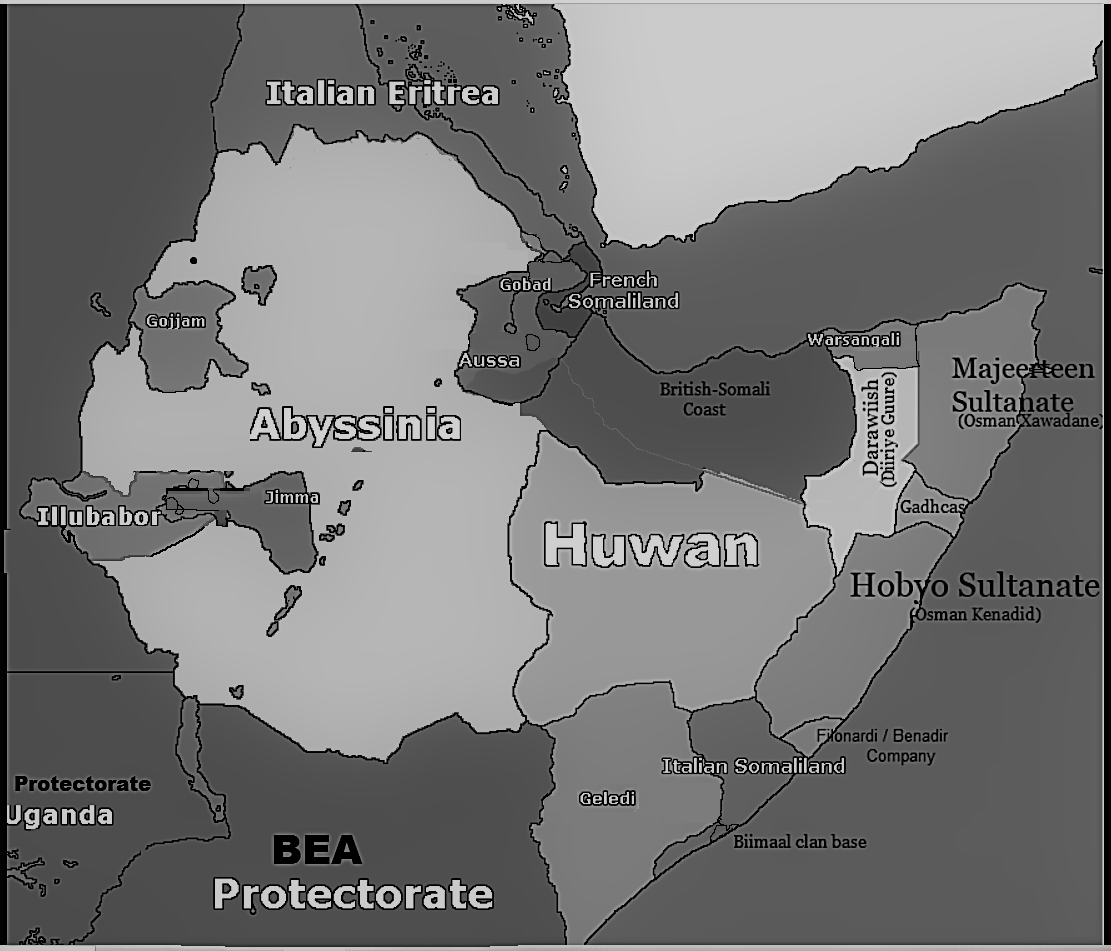

Somalia franceză (franceză: Côte française des Somalis) a fost o colonie franceză în perioada 1896–1967 în Cornul Africii. Din 1967, timp de 10 ani, teritoriul a fost reorganizat ca Territoire français des Afars et des Issas, apoi în 1977 a apărut statul modern Djibouti.